# Baljinnyamyn Bat-Erdene
Baljinnyamyn Bat-Erdene (20 de enero de 1988) es una deportista mongola que compitió en judo. Ganó una medalla de bronce en los Juegos Asiáticos de 2010, y una medalla de plata en el Campeonato Asiático de Judo de 2013.

## Palmarés internacional
| Juegos Asiáticos    | Juegos Asiáticos    | Juegos Asiáticos  | Juegos Asiáticos |
| Año                 | Lugar               | Medalla           | Categoría        |
| ------------------- | ------------------- | ----------------- | ---------------- |
| 2010                | Cantón (China)      | Medalla de bronce | –48 kg           |
| Campeonato Asiático |                     |                   |                  |
| Año                 | Lugar               | Medalla           | Categoría        |
| 2013                | Bangkok (Tailandia) | Medalla de plata  | –52 kg           |